# El general “Cabellos Rubios”
El general “Cabellos Rubios” (en el francés original, Général Tête Jaune), es uno de los cómics de que se compone la serie del Teniente Blueberry, obra del guionista Jean-Michel Charlier y el dibujante Jean Giraud. Constituye la continuación de La pista de los Sioux.

## Trayectoria editorial
Fue serializado originalmente en los números 453 a 476 de la revista "Pilote" antes de su publicación en álbum por Dargaud en 1971. En España apareció por primera vez en los números 69 a 81 de la revista Gran Pulgarcito con el título de El general Cabellera Rubia.

## Argumento
El teniente Blueberry ha conseguido declarar una tregua entre indios y blancos, que permitirá al general Dodge continuar con los trabajos de la UP, cuyo fin era el de unir mediante ferrocarriles el Océano Atlántico con el Océano Pacífico.
Sin embargo, ni él ni el general Dodge estaban capacitados para sellar la tregua: Eso solo lo podía hacer el general Allister. Sin embargo este se niega, ya que quiere exterminar a los indios para ganarse una gloriosa reputación militar.
Así, anula la tregua e incorpora a Blueberry en su 7º de caballería para impedir que avise a Dodge. Mc Clure y Red Neck, amigos de Blueberry se alistan en el ejército de Allister. Entonces comienza “El general Cabellos Rubios”.
Allister, al mando de su tropa, se lanza en la busca de los campamentos Sioux. Al cabo de un tiempo, los exploradores encuentran huellas de caballos indios, y también descubren la presencia de humo. Entonces se dan cuenta de que es un campamento indio, y se preparan para caer sobre él sin que los indios se den cuenta. Para ello Allister prohíbe cualquier tipo de fuego, a pesar del frío. Blueberry intenta convencer a Allister de que no ataque el campamento, pero lo único que consigue es que  
Red y Mc Clure se dan cuenta de que van a acabar congelados, pero Mc Clure necesitaba friegas de alcohol, pero solo encontró whisky, y se tuvo que “conformar” con ello. Entonces lo recuerda, y para combatir el frío lo saca y se pone a beberlo. Red se da cuenta y también exige su ración, de modo que en el momento planeado por Allister para el ataque, están borrachos como cubas. Eso provoca que estrellen su carro, (lleno de municiones)  del que empezó a manar whisky. Para colmo Mc Clure había encendido un cigarro. El teniente Budinglow arroja el cigarro sin querer sobre el whisky, incendiándolo. Entonces Blueberry agarra el carro y lo sube hasta una cuesta. Allí explota, alertando a los indios, que huyen del campamento. Entonces Allister lo ataca, pero el grueso de la tribu logra escapar por el río helado. Allister se pone a perseguirlos tras incendiar el campamento, pero cientos de cheyenes que estaban situados en una colina a las espaldas del 7º descubren el humo y se dan cuenta de la traición. Entonces bajan por la colina donde estaban situados. Mc Clure se da cuenta y avisa a Blueberry, que a su vez avisa a Allister. Éste decide que Blueberry, junto con los heridos y los conductores de mulas, tendrá la misión de contener a los cheyenes Blueberry se queja de que eso apenas son sesenta hombres, pero Allister le dice que en dos horas, cuando atrape a los fugitivos del otro campamento y los aplaste, acudirá a su rescate.
Blueberry, junto con su débil guarnición, construye una trinchera y ordena dinamitar el hielo del río a Mc. Clure y a Red. Además corta el vado bloqueándolo con un carro. Los indios logran destruir el carro y pasar, pero son rechazados por una ráfaga de disparos. Sin embargo los asaltantes vuelven a la carga. Entonces llegan Red y Mc Clure. Red decide ir a buscar a Allister para que ayude a Blueberry y a sus hombres. Pero el mango de un tomahawk golpea a Blueberry y este queda inconsciente. Sin embargo sus hombres le toman por muerto y huyen, siendo masacrados por los cheyenes. Entonces el indio que derribó a Blueberry va hacia él con intención de cortarle la cabellera, pero Blueberry se despierta de improviso y Mc Clure abate al indio que quería liquidarlo. Después se lanzan a la búsqueda del 7º de caballería, pero Blueberry prepara una trampa sonora para despistar a los indios. Tras lograr encontrar al 7º Allister sospecha de que Blueberry ha huido, pero Red y Mc Clure interceden por su amigo y logran evitar su fusilamiento. Allister se da cuenta de que los indios les van a atrapar, y ordena la retirada hacia lugares más seguros. 
Al iniciar la marcha Blueberry le dice a Red que busque al general Dodge, ya que él es el único que puede salvarles. En la huida el 7º es aniquilado poco a poco por ataques indios. Allister envía a un grupo de soldados con la misión de que persigan a los próximos indios que aparezcan. Blueberry pertenece a ese grupo. Tras el último ataque el escuadrón persigue a los indios, pero se encuentra con una emboscada de miles de indios. Se realiza un atrincheramiento y se intenta resistir.
Allister está siendo perseguido por un grueso de indios, pero cuando parece que va a ser aniquilado por ellos, una descarga frena a los indios: Es el general Dodge. Con su apoyo logra vencer a los indios. 
Blueberry y los pocos supervivientes en el atrincheramiento comienzan a ver su futuro muy negro. Pero Blueberry toca una corneta, atrayendo a Dodge y a Allister, que finalmente los liberan.